# Ерохово (Смоленская область)
Ерохово — деревня в Сычёвском районе Смоленской области России. Входит в состав Дугинского сельского поселения. Население — 22 жителя (2007 год). 
Расположена в северо-восточной части области в 12 километрах к югу от Сычёвки, в 2 километрах западнее автодороги Р134 «Старая Смоленская дорога» Смоленск — Дорогобуж — Вязьма — Зубцов, на берегу реки Вазуза. В 5 километрах восточнее деревни расположена железнодорожная станция Вазуза на линии Вязьма — Ржев. 

## История
В годы Великой Отечественной войны деревня была оккупирована гитлеровскими войсками в октябре 1941 года, освобождена в марте 1943 года.